# Фрит, Мэри
Мэри Фрит, более известная как Молл Катперс  (англ. Mary Frith, Moll Cutpurse, ок. 1584, Лондон — 26 июля 1659, Лондон) — полулегендарная английская преступница, воровка-карманница и скупщица краденого.
О её жизни сохранилось не так много фактов, кроме того, многие из них преувеличены и откровенно неправдоподобны. Известно, что она родилась между 1580 и 1584 годами в семье сапожника и домохозяйки и с детских лет отличалась буйным нравом и нетипичным поведением: носила мужскую одежду (дублет и мешковатые штаны), много курила трубку и грязно ругалась. Начала свою «карьеру» в качестве карманницы, была четыре раза поймана с поличным, но отделывалась лишь штрафами; относительную известность получила вследствие своего поведения в 1600 году, после чего о ней были написаны и поставлены две пьесы, одна из которых сохранилась до наших дней.
В 1611 году на протяжении короткого времени Фрит, одетая в мужскую одежду, давала представления на сцене лондонского театра Форчун, которые вскоре были запрещены. 25 декабря 1611 года она была арестована за нарушение общественных приличий и занятие проституцией, но сумела освободиться из тюрьмы при невыясненных обстоятельствах. В 1620-х годах содержала публичный дом и магазин, где сбывала краденые вещи.
В старых биографиях Мэри Фрит указывалось, что во время Гражданской войны в Англии она напала на генерала Ферфакса на пустоши Хаунслоу-Хит в попытке ограбить его и ранила его в руку, но была схвачена и посажена в Ньюгейтскую тюрьму. Её приговорили к смертной казни через повешение, но она якобы сумела освободиться, подсунув тюремному начальству взятку в размере 2000 фунтов. Это самый известный из «мифов» о Мэри Фрит, но доказательств реальности этих событий нет.
21 июня 1644 года она была отпущена из Бедламской больницы как «вылечившаяся от безумия». Умерла в возрасте примерно 74 лет от водянки на Флит-стрит в Лондоне.